# Mad Shadows
Mad Shadows è il secondo album in studio del gruppo musicale inglese Mott the Hoople, pubblicato nel settembre 1970.

## Tracce
Lato 1
1. Thunderbuck Ram – 4:50
2. No Wheels to Ride – 5:50
3. You Are One of Us – 2:26
4. Walkin' with a Mountain – 3:49

Lato 2
1. I Can Feel – 7:13
2. Threads of Iron – 5:12
3. When My Mind's Gone – 6:31

## Formazione
- Ian Hunter - voce, piano, chitarra
- Mick Ralphs - chitarra, voce, cori
- Pete "Overend" Watts - basso, cori
- Dale "Buffin" Griffin - batteria, cori
- Verden Allen - organo, cori
- Guy Stevens - piano, percussioni